# (36447) 2000 QB1
2000 QB1 (asteroide 36447) é um asteroide da cintura principal. Possui uma excentricidade de 0.15832160 e uma inclinação de 5.34953º.
Este asteroide foi descoberto no dia 23 de agosto de 2000 por Stefano Sposetti em Gnosca.